# Schizotetranychus graminicola
Schizotetranychus graminicola är en spindeldjursart som beskrevs av Goux 1949. Schizotetranychus graminicola ingår i släktet Schizotetranychus och familjen Tetranychidae. Inga underarter finns listade i Catalogue of Life.